# ضريح هارون الرشيد
ضريح هارون الرشيد هو ضريح مشترك للخليفة العباسي هارون الرشيد مع علي الرضا في مدينة مشهد في إيران.

## هارون الرشيد
أبو جعفر هارون بن محمد المهدي بن أبي جعفر المنصور (149 هـ - 193 هـ)، الخليفة العباسي الخامس. ولد في مدينة الري عام 149 هـ (766) وتوفي في مدينة طوس (مشهد اليوم) عام 193 هـ (809)، وبويع بالخلافة ليلة الجمعة التي توفي فيها أخوه موسى الهادي عام 170 هـ، وكان عمره آنذاك 22 سنة، وأمه الخيزران بنت عطاء وهي أم ولد يمانية جرشية.

## وفاة ودفن هارون الرشيد
كان الرشيد رغم كل هذه الأعمال العظيمة التي قام بها يشعر في قرارة نفسه بقلة الحيلة أمام المنافسات والتيارات الخفية في داخل مملكته وأن نكبة البرامكة لم تكن حلا للموقف، فهناك ولداه الأمين والمأمون يضمران النقمة لبعضهما البعض، ومن ورائهما حزبا العرب والعجم ينتظران خاتمتهُ ليستأنفا حربهما من جديد، لهذا كان الرشيد في أواخر أيامه وحيدا حزينا يخفي علته عن الناس، إذ يؤثر عنه أنه كشف عن بطنه لأحد أصدقائه فإذا عليها عصابة من حرير ثم قال له: «هذه علة أكتمها عن الناس كلهم وكل واحد من ولدي علي رقيب وما منهم أحد إلا وهو يحصي أنفاسي ويستطيل دهري».
واشتدت العلة بالرشيد وهو في طريقهِ إلى خراسان للقضاء على ثورة رافع ابن الليث وتوفي بمدينة طوس (مدينة مشهد الحالية في شمال شرق إيران) ودُفن بها في جمادى الآخر في سنة 193 هـ / 809م)

## محاولة نقل جثمانه إلى بغداد
ذكر العلامة المؤرخ سالم الآلوسي، أن الرئيس أحمد حسن البكر في بداية حكمه، طالب إيران باسترجاع رفات الخليفة هارون الرشيد، لأنهُ رمز لبغداد في عصرها الذهبي، وذلك بدعوة وحث من الأستاذ عبد الجبار الجومرد الوزير السابق في عهد عبد الكريم قاسم، ولكن إيران امتنعت، وبالمقابل طلبت استرجاع رفات الشيخ عبد القادر الجيلاني، لأنهُ من مواليد كيلان في إيران، وعندها طلب الرئيس من العلامة المؤرخ مصطفى جواد بيان واستيضاح الأمر، فاجاب مصطفى جواد: أن المصادر التي تذكر أن الشيخ عبد القادر مواليد كيلان إيران، مصادر تعتمد رواية واحدة وتناقلتها بدون دراسة وتحقيق، أما الأصوب فهو من مواليد قرية تسمى جيلان (العراق) قرب المدائن، ولا صحة في كونه من مملكة إيران أو أن جده أسمه جيلان، وهو ما أكده العلامة حسين علي محفوظ في مهرجان جلولاء الذي أقامه اتحاد المؤرخين العرب وكان حاضرا الآلوسي أيضا سنة 1996، وفعلا أخبرت الدولة الإيرانية بذلك ولكن بتدخل من دولة عربية أغلق الموضوع.

## ابن بطوطة والضريح
وصف الرحالة ابن بطوطة المزار بقوله: المشهد المكرم عليه قبة عظيمة في داخل زاوية تجاورها مدرسة ومسجد وجميعها مليح البناء، مصنوع الحيطان بالقاشاني وعلى القبر دكانة خشب ملبسة بصفاح الفضة وعليه قناديل فضة معلقة تحته، باب القبة فضة، وعلى بابها حرير مذهب وهي مبسوطة بأنواع البسط وإزاء هذا القبر قبر هارون الرشيد أمير المؤمنين وعليه دكانة يضعون عليها الشمعدانات التي يعرفها أهل المغرب بالحسك والمناثر.

## ضريح
توفي هارون الرشيد غازيا، ولقد وافته المنية بطوس – مدينة مشهد في إيران اليوم – في ثالث جمادى الآخرة سنة ثلاث وتسعين ومائة 193هـ، ولهُ خمس وأربعون سنة، ودامت خلافتة 23 سنة.
وكان الإمام علي الرضا قد أوصى أن يُدفن بجوار قبر هارون الرشيد، ويقول ابن الأثير في الكامل في التاريخ عن الإمام الرضا: «وكان موته بمدينة طوس، فصلى المأمون عليه، ودفنه عند قبر أبيه الرشيد» أ.هـ، يقول النوبختي في كتابه -فرق الشيعة- ما يأتي:«ودُفن الإمام علي الرضا في قصر حميد بن قحطبة، بجانب قبر الرشيد»،
وفي رواية ابن خلكان "توفي الإمام علي الرضا بمدينة طوس وصلى عليهِ المأمون ودفنه ملاصق قبر أبيه هارون الرشيد.
فهما مضجعان تحت نفس القبة في نفس الضريح وفي نفس المسجد الموجود الآن بمدينة «مشهد» بإيران ولا صحة إنه سوّي مع الأرض بحجة توسيع المكان ووضع فوقه الإسفلت ليصبح مداسا، كون القبرين متلاصقين جدا وفي ضريح واحد بقبة واحدة ومن المستحيل فصلهما.
«و في الخرائج روي عن الحسن بن عباد وكان كاتب الرضا ع قال دخلت عليه وقد عزم المأمون بالمسير إلى بغداد فقال يا ابن عباس ما ندخل العراق ولا نراه فبكيت وقلت فآيستني أن آتي أهلي وولدي قال ع أما أنت فستدخلها وإنما عنيت نفسي فاعتل وتوفي في قرية من قرى طوس وقد كان تقدم في وصيته أن يحفر قبره مما يلي الحائط بينه وبين قبر هارون ثلاث أذرع».

## موقع المرقد

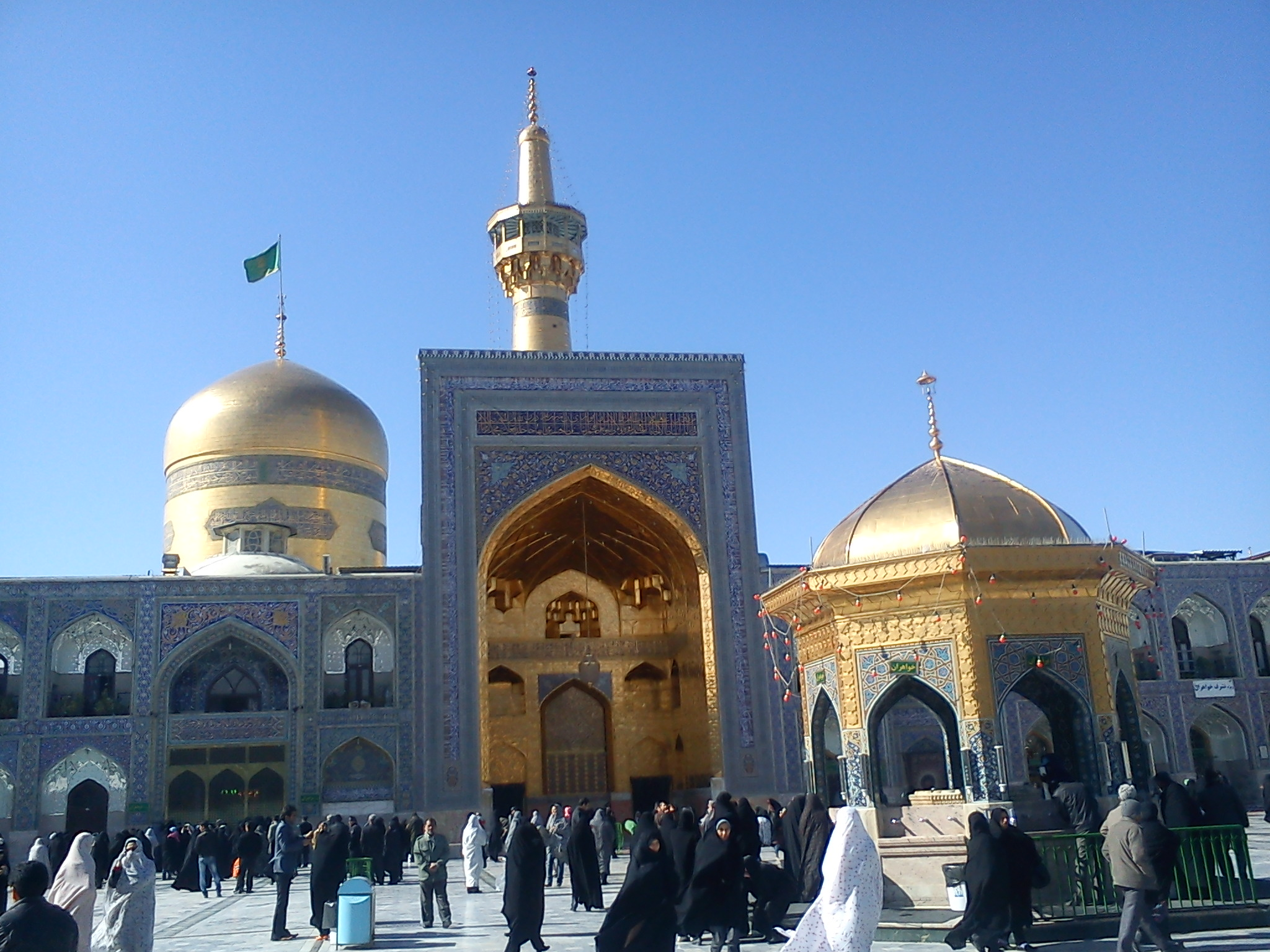
الحضرة الرضوية، حيث يوجد المرقد.

يقع المرقد في وسط مدينة مشهد والتي تبعد مسافة 924 كم عن العاصمة طهران، يحيط بالمشهد دوار تتفرّع منه شوارع تؤدي إلى كافة أرجاء مدينة مشهد، ويحدّ المشهد من الشمال محلة نوغان، ومن الجنوب شارع الإمام الرضا ودوار بيت المقدس، ومن الجنوب الغربي شارع نواب صفوي، ومن الشمال الشرقي شارع آية اللّه الشيرازي.

### التأسيس
إنَّ المكان الذي فيه الضريح والذي كان سابقاً داراً لحميد بن قحطبة أحد قواد أبي مسلم الخراساني، وعندما توفي هارون الرشيد عام 193هـ دفن في هذا المكان وأقام ولده المأمون على قبره قبة سُميّت فيما بعد (القبة الهارونية). ولما توفي الرضا مسموماً جيء بجثمانه ودُفن بالقرب من قبر هارون الرشيد وبقبة واحدة، غير أنَّ هذه القبة دُمّرت عام 380هـ على يد الأمير سُبُكْتِكِيْن تدميراً كاملاً، وبعدها وضع السلطان مسعود بن سُبُكْتِكِيْن على القبر المشترك ضريحاً مذهباً وأصبحت المدينة لا تعرف إلاَّ باسم مشهد الرضا والرشيد إلى العصر الصفوي حيث غُيّب اسم الرشيد قسرا لأسباب دينية، ويقول المؤرخ البريطاني عبد الحي شعبان أنه آن الآوان لإعادة الاعتبار لقبر الرشيد من خلال مصارحة الجماهير المضللة أن هذا الضريح هو قبر مشترك للرشيد والرضا على حد سواء بعيدا عن التعصب الديني الذي لم يعد لهُ مبرر في عصر التطور العلمي.